# Johann Gottlob Imanuel Breitkopf

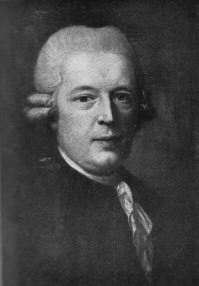
Johann Gottlob Immanuel Breitkopf

Johann Gottlob Imanuel Breitkopf (ur. 23 listopada 1719 roku w Lipsku, zm. 28 stycznia 1794 roku) – niemiecki drukarz i typograf. 
W 1745 roku przejął drukarnie i odlewnie po Bernardzie Christophie Breitkopfie złożone w 1719 roku. Jest pomysłodawcą nowego stopu do odlewania czcionek, który nadawał im większą trwałość. Po raz pierwszy zastosował go w 1777 roku. Był znany jako drukarz książek o tematyce muzycznej, głównie nut oraz map. Drukował je sposobem typograficznym i stosował w nich zaprojektowany przez siebie nowy kształt faktury. W swoich zakładach zatrudniał 120 osób. 
Jego drukarnie odziedziczyli synowie, Bernhard Theodor i Christoph Gottlob. Do spółki przyjęto z czasem Gottfrieda Christopha Härtla co dało początek znanego i cenionego wydawnictwa muzycznego Breitkopf und Härtel z siedzibą w Lipsku i Wiesbaden.